# الركبة (أولاد علي)
الركبة هو دُوَّار يقع بجماعة اڭزناية الجنوبية، إقليم تازة، جهة فاس مكناس في المملكة المغربية. ينتمي الدوّار لمشيخة أولاد علي التي تضم 11 دوار. يقدر عدد سكانه بـ 160 نسمة حسب الإحصاء الرسمي للسكان والسكنى لسنة 2004.

## روابط خارجية
- البوابة الوطنية للجماعات الترابية
- المندوبية السامية للتخطيط